# アーバン号
アーバン号（アーバンごう）とは、宮城県仙台市と岩手県盛岡市を結ぶ高速バス路線である。座席は先着順による座席定員制。
国鉄バスと東日本急行が国道4号経由で共同運行していた急行バス「仙台盛岡急行線」（1968年 - 1979年）を前身とするため、ここでは同線についても述べる。

## 運行会社
運行担当便は、盛岡側3社（岩手県交通、JRバス東北、岩手県北バス）と仙台側2社（東日本急行、宮城交通）との間で毎年4月1日更新のローテーションが組まれている。
岩手県交通
- 岩手ナンバーまたは盛岡ナンバー。
- 車両は矢巾営業所（2012年4月に都南営業所から移管）。乗務員は盛岡地区の各営業所が持回りで担当。
- 仙台側の休憩地は宮城交通仙台北営業所。

ジェイアールバス東北
- 岩手ナンバーまたは盛岡ナンバー。
- 盛岡支店が担当。但し多客期の続行便などで他支店の車両が応援に入ることもある。
- 仙台側の休憩地はJRバス東北仙台支店だが、単純な往復運用ではなく仙台 - 会津若松線・仙台 - 古川線などを絡めた宿泊行路である。

岩手県北自動車
- 岩手ナンバーまたは盛岡ナンバー。
- 盛岡南営業所が担当。但し多客期の続行便などで盛岡営業所・仙台宮城営業所の貸切車が応援に入ることがある。
- 仙台側の休憩地は東日本急行本社営業所および岩手県北自動車仙台宮城営業所。

東日本急行
- 宮城ナンバーまたは仙台ナンバー。
- 本社営業所が担当。
- 盛岡側の休憩地は岩手県北自動車盛岡南営業所。

宮城交通
- 仙台ナンバー。
- 仙台北営業所（2021年6月頃に富谷営業所から移管）が担当。
- 盛岡側の休憩地は岩手県交通矢巾営業所。

## 運行経路および停車停留所
（三井アウトレットパーク 仙台港 - うみの杜水族館前 - / 宮城球場 - / 仙台駅東口（71番のりば） - ）仙台駅前（宮交仙台高速バスセンター） - 広瀬通一番町 - <仙台西道路 - 仙台宮城IC - 東北自動車道 - 盛岡南IC - 国道46号盛岡西バイパス > - ゆいとぴあ中央 - 盛岡駅西口（21番のりば）（ - 盛岡バスセンター（5番のりば））
- 中尊寺PAで5分間休憩。
- 三井アウトレットパーク 仙台港、うみの杜水族館前の各バス停には2017年4月1日より岩手県北バス便のうち2往復が土曜・休日に限り停車[1]（2017年7月21日から同年8月20日までは毎日（金土休日運行便は金曜日も）運行[2]）。
- 2021年4月1日より、JRバス便が仙台駅東口発着となる[3]。JRバス便（仙台行）は2024年6月1日より全便が宮城球場着となる（以前はプロ野球開催日のみ一部便が乗り入れていた）[4]。2023年6月21日より岩手県北バス便[5]、2025年4月1日より岩手県交通便[6]もそれぞれ仙台駅東口発着となった。
- 以前は盛岡ICから出入りしていたが、2014年4月1日より盛岡南ICでの出入りに変更されている。

## 運行回数
- 平日：1日15往復（各社3往復）。
- 金土日祝日（元日は除く）：1日20往復（各社4往復）。
  - 但し、2013年12月1日から2018年3月31日までと2019年4月1日以降は、宮城交通運行の2往復を東日本急行が肩代わりして運行しているため、平日は宮城交通1往復・東日本急行5往復、休日は宮城交通2往復・東日本急行6往復となっている。
    - 2012年12月1日より2013年11月30日までは宮城交通運行の1往復を東日本急行が肩代わりして運行していたため、平日は宮城交通2往復・東日本急行4往復、休日は宮城交通3往復・東日本急行5往復となっていた。
    - 2018年4月1日からは2019年3月31日までと2024年3月1日から同年3月31日までは、宮城交通運行の3往復を東日本急行が肩代わりして運行していたため、平日は東日本急行6往復（宮城交通は運行なし）、休日は宮城交通1往復・東日本急行7往復となっていた。

## 運賃
2024年6月1日現在
- 大人片道3,500円、回数券（2枚綴り）6,500円（3ヶ月間有効）。
  - 但し、盛岡駅 - うみの杜水族館前・三井アウトレットパーク 仙台港間を乗車の場合、大人片道3,700円となる[7]。

## 歴史

### 仙台盛岡急行線時代
- 1968年（昭和43年）8月1日 - 国鉄バス・東日本急行の2社で仙台駅前 - 盛岡バスセンターを結ぶ仙台盛岡急行線の運行を開始。
  - 当初は10往復で運行開始され、国道4号を経由して仙台 - 盛岡間の11市町村の途中停留所に停車しながら187kmを4時間45分をかけて運行していた。車両は冷房・リクライニングシート・エアサスペンション装備の車両が使用された[8][9]。
- 1976年（昭和51年）
  - 2月1日 - 定時運行が確保できなくなったことや利用者の減少等により東日本急行が中尊寺 - 盛岡バスセンター間の運行を休止。
  - 4月1日 - 東日本急行が中尊寺 - 盛岡バスセンター間を正式に廃止[10]。仙台 - 盛岡間直通便は国鉄バスの2往復による単独運行に。
- 1979年（昭和54年） - 国鉄バスも一ノ関駅 - 盛岡バスセンター間を廃止[11]。仙台盛岡急行線は仙台駅前 - 一ノ関駅前間の運行となり、仙台 - 盛岡間の直通バスは一旦途絶えることになる。

### アーバン号時代
- 1989年（平成元年）9月21日 - 岩手県交通、JRバス東北、東日本急行、宮城交通の4社共同で運行開始[12]。10年ぶりに仙台 - 盛岡間の直通バスが復活した。1日4往復、仙台市内は県庁市役所前・泉IC経由。1985年3月に仙台駅 - 盛岡駅を結んでいた国鉄東北本線の快速列車「くりこま」が廃止され、その後は仙台市と盛岡市の間を安価で移動するには一ノ関駅での普通列車乗り換えしかなかったため、安価で仙台と盛岡を直結する交通機関が復活したこともあって人気を博した。
- 1990年（平成2年）9月22日 - 岩手県北バスが参入、1日9往復に増便[12]。仙台宮城IC経由に経路変更。これに伴い仙台市内の県庁市役所前バス停を廃止、広瀬通一番町バス停を新設。
- 1995年（平成7年）7月1日 - 1日14往復に増便。
- 2000年（平成12年）
  - 4月1日 - 盛岡駅前の停留所位置を旭橋から盛岡駅西口に変更。
  - 12月1日 - 平日15往復、土日祝20往復に増便。往復乗車券（5,000円、6日間有効）の発売を開始。
- 2002年（平成14年） - 土日祝日運行便を金土日祝日運行に変更。
  - 上記間にJRのみどりの窓口での乗車券販売を終了。
- 2009年（平成21年）～2010年（平成22年） - 運行開始20周年記念を記念し、期間限定で日帰り往復割引切符を発売（後述）。
- 2010年（平成22年）10月4日 - この日から同年11月30日までの月曜～木曜の日帰り利用に限り有効の「月～木 日帰り往復きっぷ」を4,000円で発売（2011年1月17日～同年3月17日にも同様のきっぷを発売）。
- 2011年（平成23年）
  - 3月16日 - 同年3月11日に発生した東北地方太平洋沖地震の影響により運休していたが、この日より各社1往復ずつ運行を再開（以降順次増便）。仙台駅前～盛岡駅西口間の運行となり、広瀬通一番町は通過。
  - 4月1日 - この日より通常の運行回数に戻る（但し、客扱い箇所は仙台駅前と盛岡駅西口のみ）。
  - 4月29日 - この日より広瀬通一番町と盛岡バスセンターでの客扱いを再開、通常運行に戻る。
- 2012年（平成24年）
  - 3月1日 - 2枚綴り回数券（往復乗車券と同額）の発売を開始。これにより往復乗車券の発売を終了。
  - 12月1日 - この日より宮城交通担当便のうち1往復を東日本急行の運行に変更。
- 2013年（平成25年）12月20日 - 運賃改定[13][14][15][16][17]。
- 2014年（平成26年）4月1日 - 盛岡側の高速出入り口を盛岡南ICに変更。
- 2016年（平成28年）8月1日 - 盛岡側の起終点を盛岡駅西口に変更。盛岡バスセンターへの乗り入れを終了[18]。
- 2017年（平成29年）4月1日 - 岩手県北バス担当便のうち2往復を三井アウトレットパーク仙台港まで延長[1]。
- 2018年（平成30年）
  - 1月9日 - 岩手県北バス担当の全便で、車内Wi-Fiサービスである「MICHINORI Free Wi-Fi」のサービスを開始[19]。
  - 11月1日 - 岩手県交通担当の一部便で、車内Wi-Fiサービスである「Kokusai-Tohoku_Free_Wifi」のサービスを開始[20]。
- 2019年（令和元年）6月21日 - 運賃改定[21][22][23][24]。
- 2020年（令和2年）
  - 4月17日 - 新型コロナウイルス感染拡大の影響により、この日より当面の間、金曜・土曜・日曜・祝日運行便を運休[25][26][27][28]。
  - 4月26日 - この日より当面の間、毎日運行便（4往復）を運休[29][30]。
  - 6月26日 - この日より金土日祝日運行便（4往復）の運行を再開[31][32]。
  - 7月22日 - この日より金土日祝日運行便（2往復）を毎日運行とし、翌7月23日より金土日祝日運行便（2往復）の運行を再開[33]。
- 2021年（令和3年）
  - 2月14日 - 前日（2月13日）夜に発生した福島県沖地震の影響により東北新幹線が不通になったため、この日より同年2月23日まで臨時便を運行[34]。
  - 4月1日 - この日よりJRバス東北担当便（全便）が仙台駅東口に延伸[3]。
  - 5月14日 - この日より毎日運行便1往復、金土日祝日運行便4往復を当分の間運休[35]。
  - 10月31日 - この日より1往復が日曜・祝日に限り（同年12月17日より金曜・土曜にも運行（1月1日は運休）[36]）運行を再開[37]。
  - 12月1日 - 岩手県交通担当便で地域連携ICカード『Iwate Green Pass』サービス開始[注 1][38]。
  - 12月24日 - この日より2022年1月10日までの期間限定で、1往復を臨時運行[39]。
- 2022年（令和4年）
  - 1月28日 - この日より1往復（岩手県交通担当便）を運休[40]。
  - 1月31日 - この日より1往復（岩手県交通担当便）が月曜 - 木曜運休（金土日祝日のみ運行）となる[40]。
  - 3月31日 - 岩手県交通担当便での交通ポイントサービスが終了[41]。
  - 4月1日 - 地域連携ICカード『iGUCA』エリアの岩手県北バス担当便とJRバス東北担当便とでの交通系ICカード全国相互利用サービスと[42][43]、宮城交通担当便での『icsca』をはじめとする交通系ICカードのサービスを開始[44]。なお、3社担当便とも交通ポイントの付与・使用は不可。あわせて運賃を改定[41][45][46][47][48]。また、この日より同年4月3日までの期間限定で1往復の運行を再開[49]。
  - 10月5日 - 一部便（宮城交通、岩手県交通、岩手県北自動車担当便）の盛岡バスセンターへの乗り入れを再開[50][51][52]。
- 2023年（令和5年）6月1日 - 全便がゆいとぴあ中央バス停に停車。岩手県北自動車担当便が仙台駅東口に乗り入れ[5][53][54][55]。
- 2024年（令和6年）
  - 4月1日 - この日より1往復（宮城交通担当便）が金土日祝日のみの運行となる[56]。
  - 6月1日 - 運賃改定[57][58][7][59]。JRバス東北便の宮城球場乗り入れ（盛岡発のみ）を毎日運行に変更[4]。
- 2025年（令和7年）
  - 4月1日 - この日より岩手県交通担当便が仙台駅東口に乗り入れ[6]。また、この日より同年4月24日まで1往復（JRバス東北担当便）が運休[60][61]。
  - 7月8日 - この日より当面の間、1往復（JRバス東北担当便）が火曜日 - 木曜日（繁忙期・祝日を除く）に運休となる[62]。

## 使用車両
ハイデッカー4列シート車で運行。運行開始当初、運行各社（宮城交通を除く）は45人乗り（補助席なし）の専用車を充当していたが、現在は各社とも他路線と共通仕様の車両で運行されている。

### 現在の車両画像

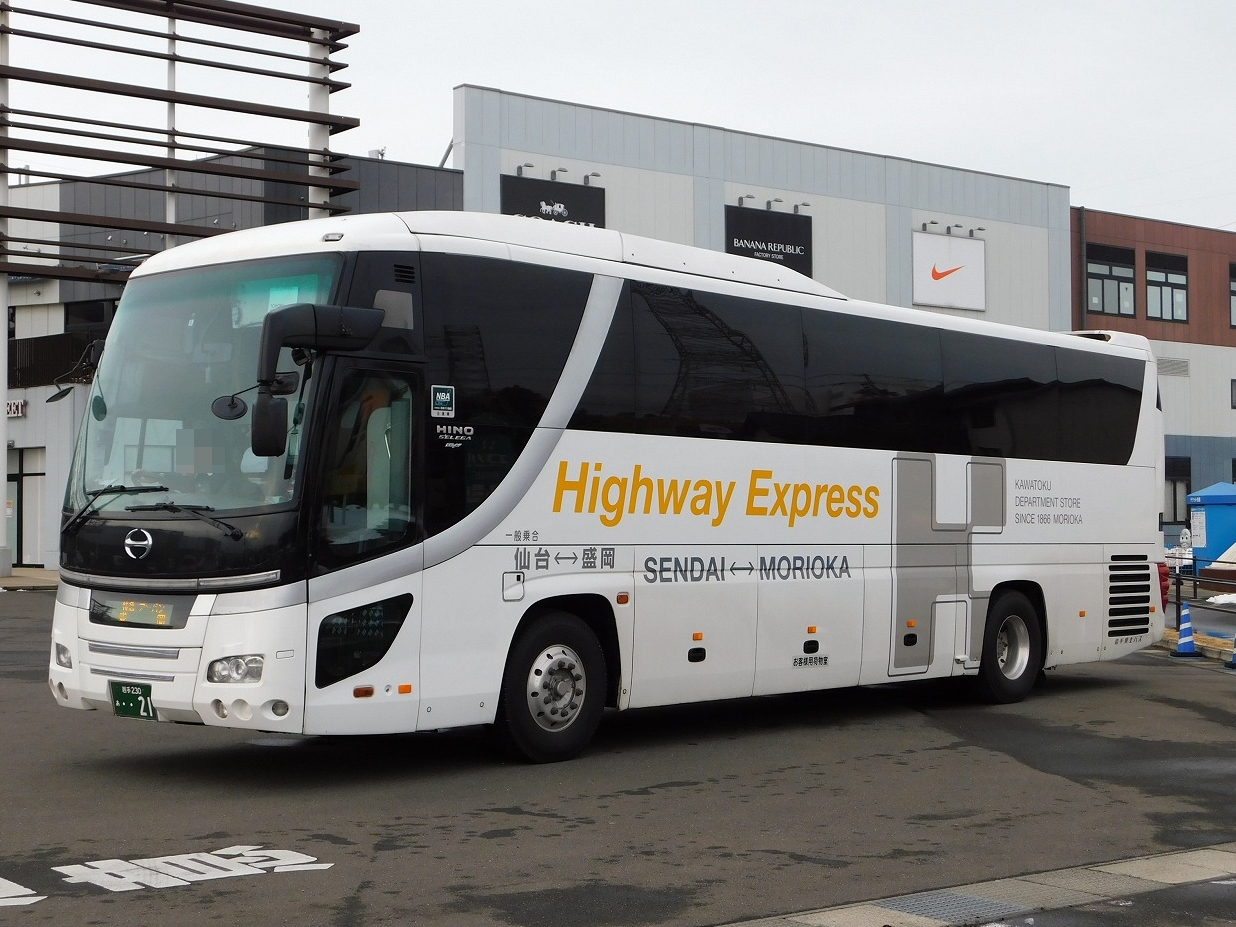
アーバン号（岩手県北自動車） 「カワトクスーパーシャトル」から転用された車両。
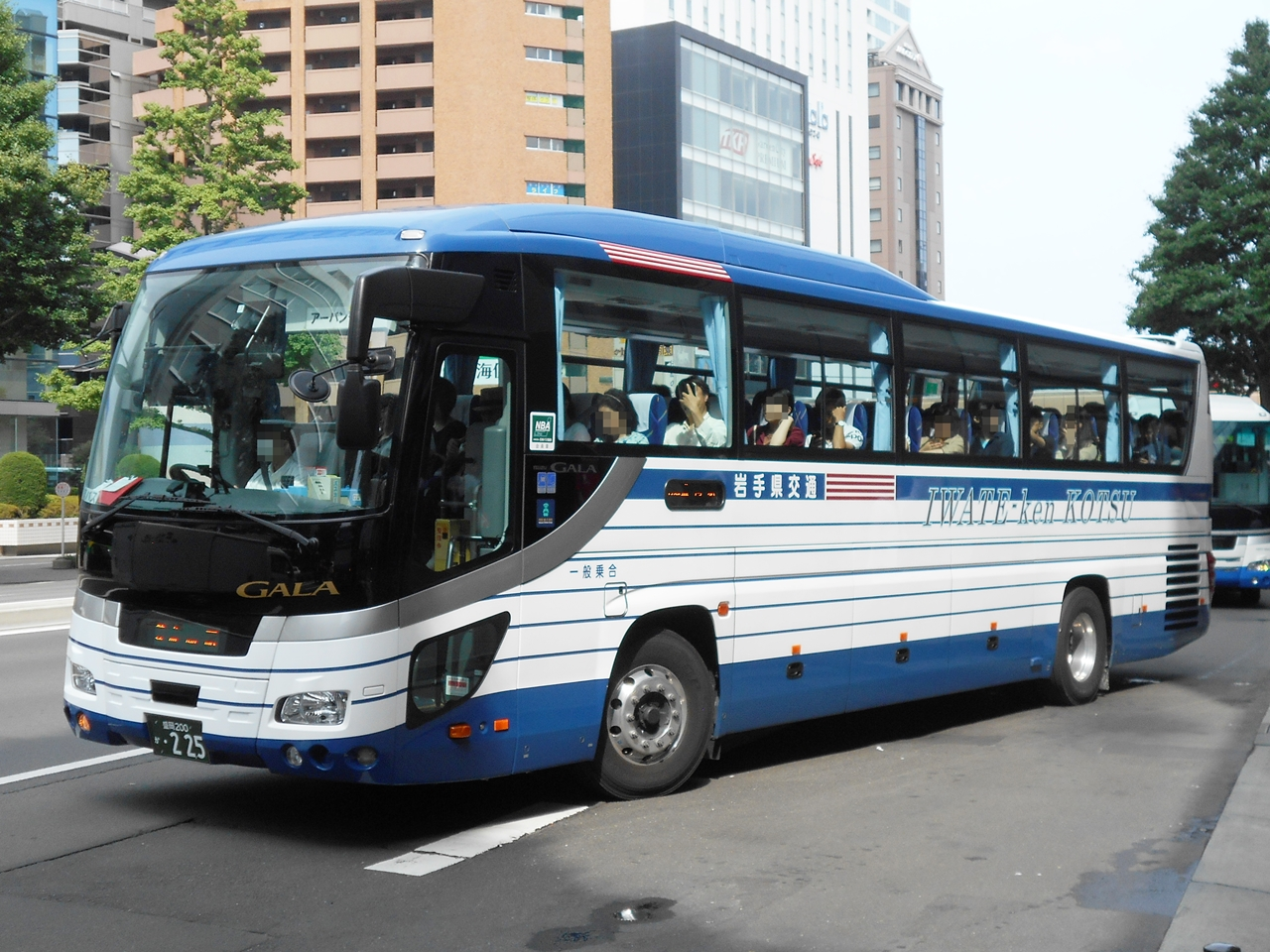
アーバン号（岩手県交通）

### 過去の車両画像

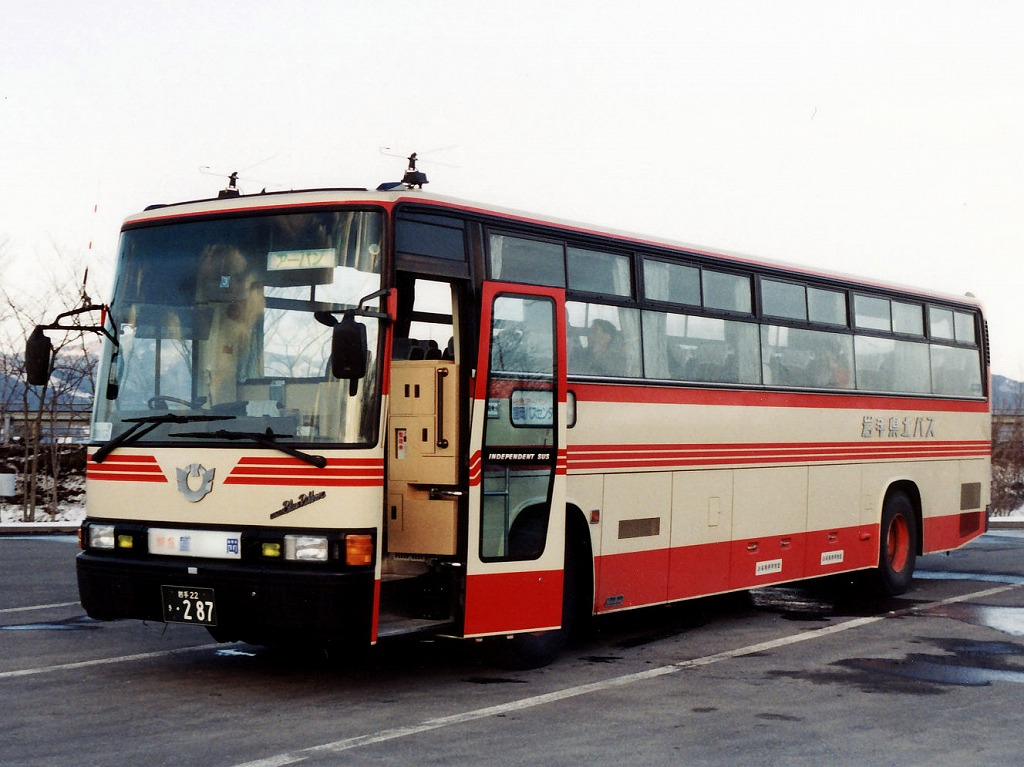
参入当初のアーバン号専用車（岩手県北自動車）※現在は廃車。
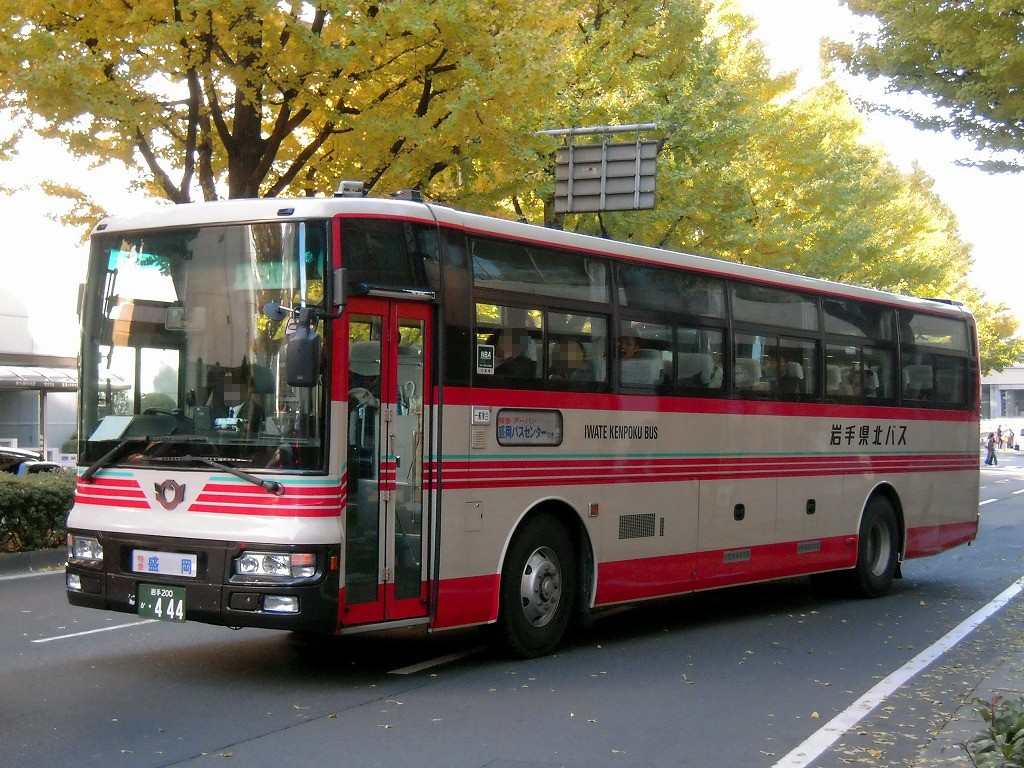
アーバン号（岩手県北自動車）※現在は廃車。
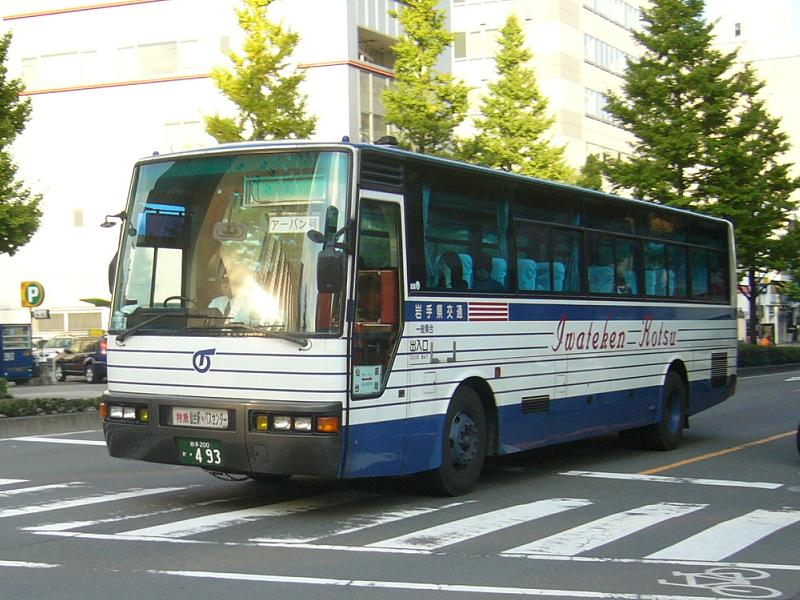
アーバン号（岩手県交通）※一般路線に転用後、現在は廃車。
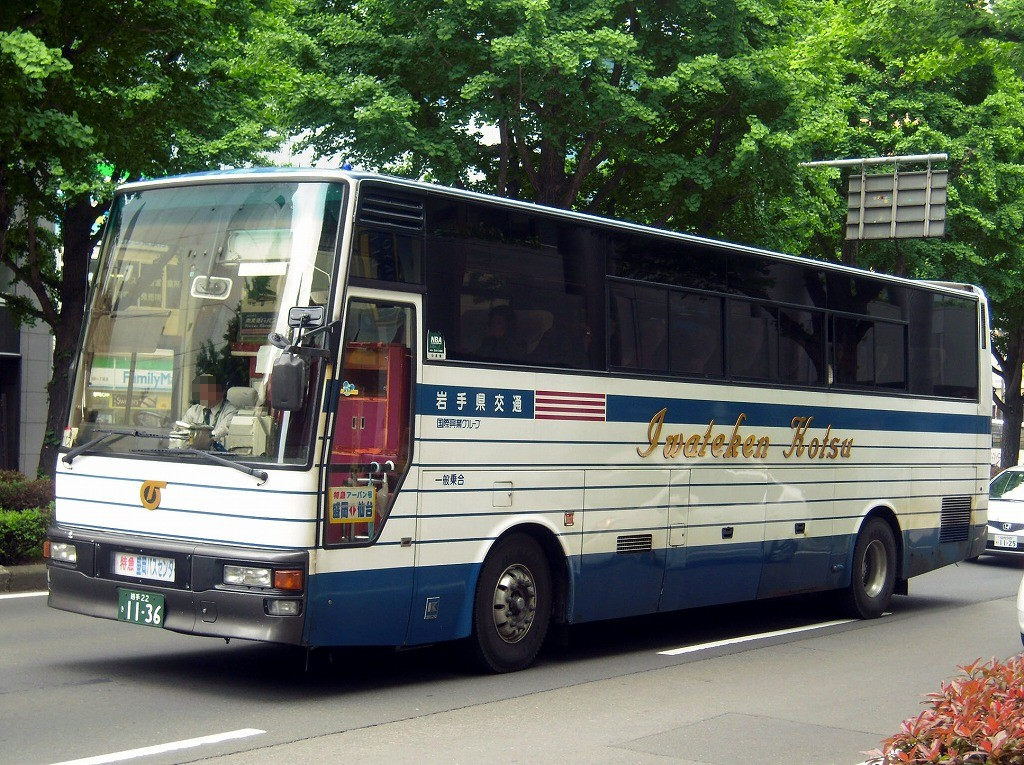
アーバン号（岩手県交通）※一般路線に転用後、現在は廃車。
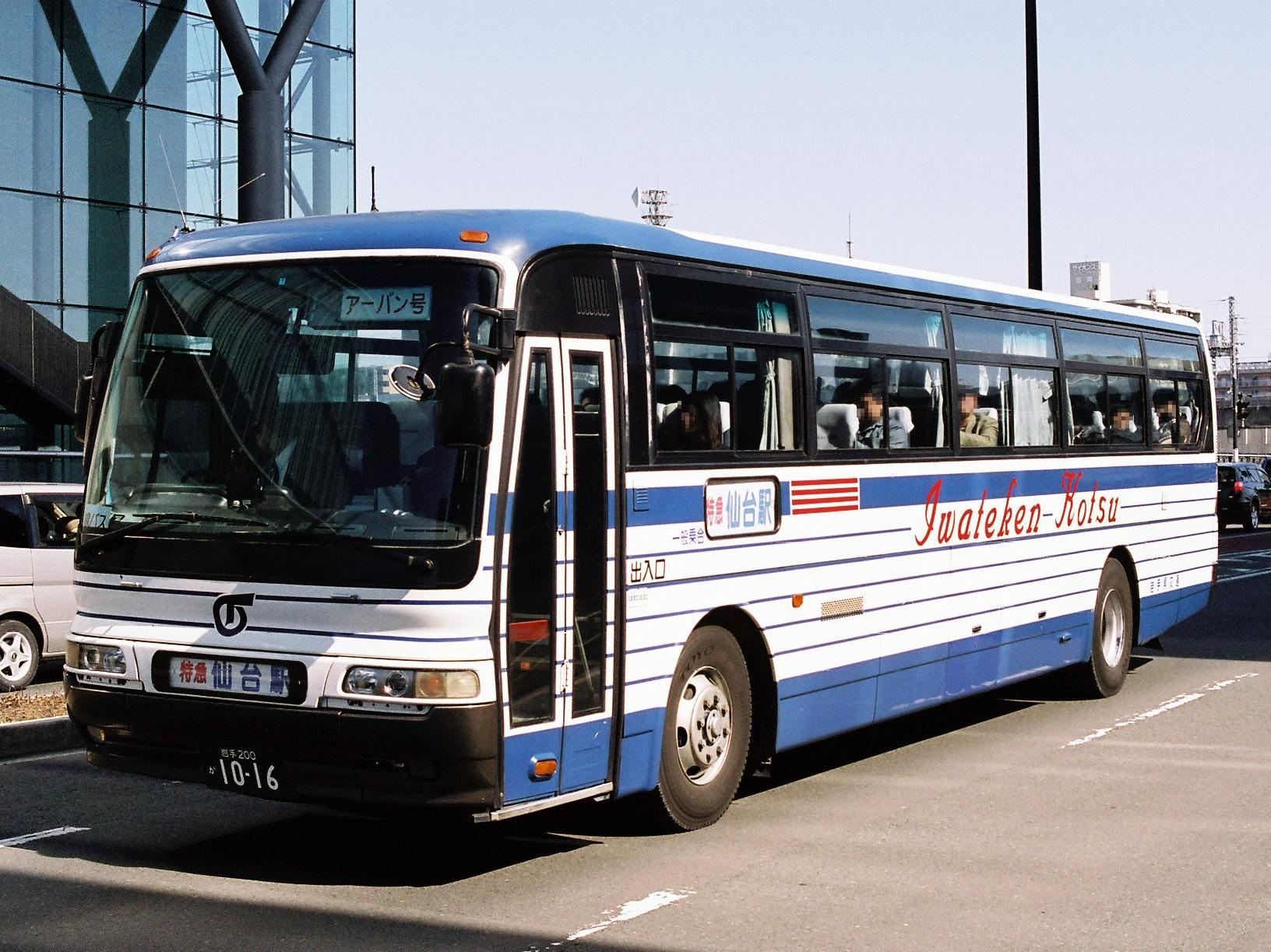
アーバン号（岩手県交通）※一般路線に転用後、現在は廃車。
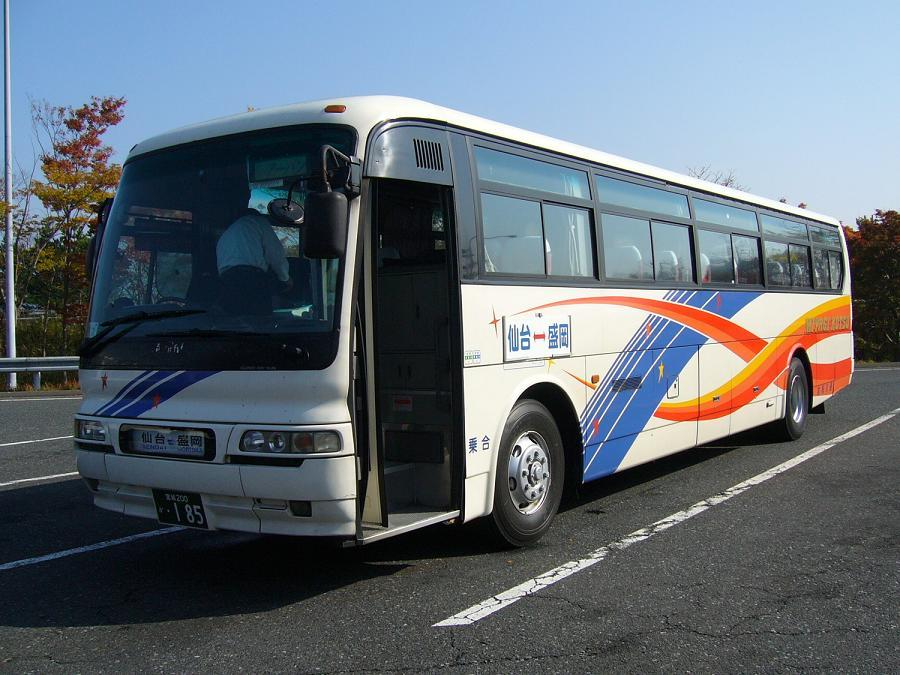
アーバン号（宮城交通）※現在は廃車。
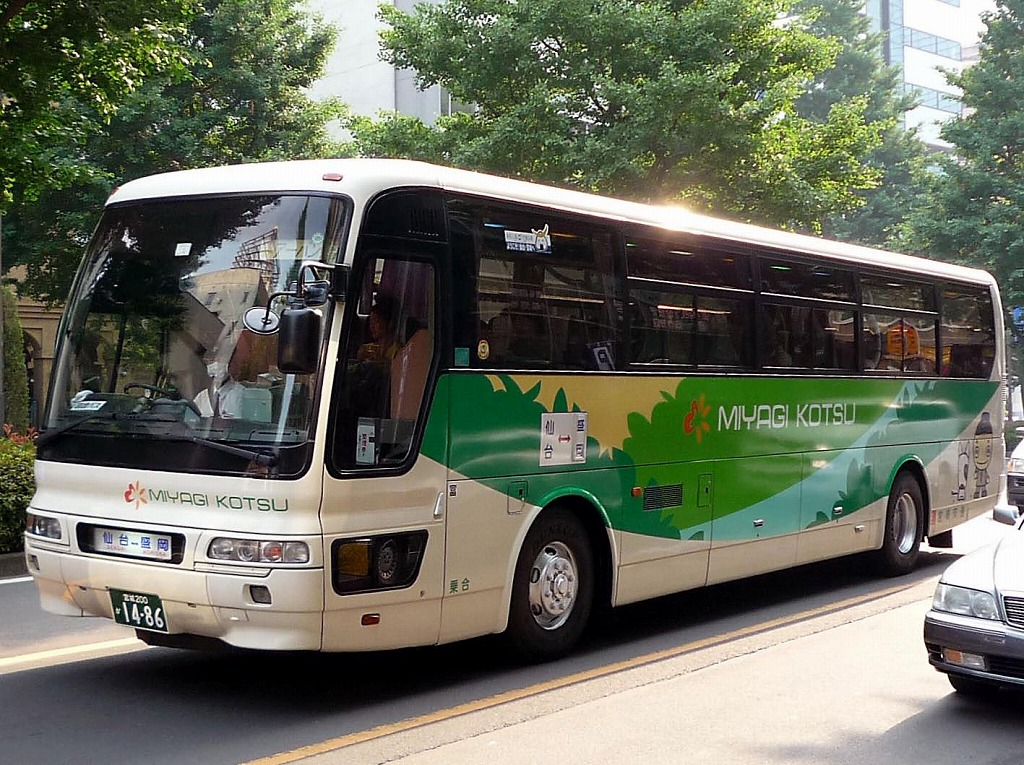
アーバン号（宮城交通）※ミヤコーバスに移籍後、現在は廃車。
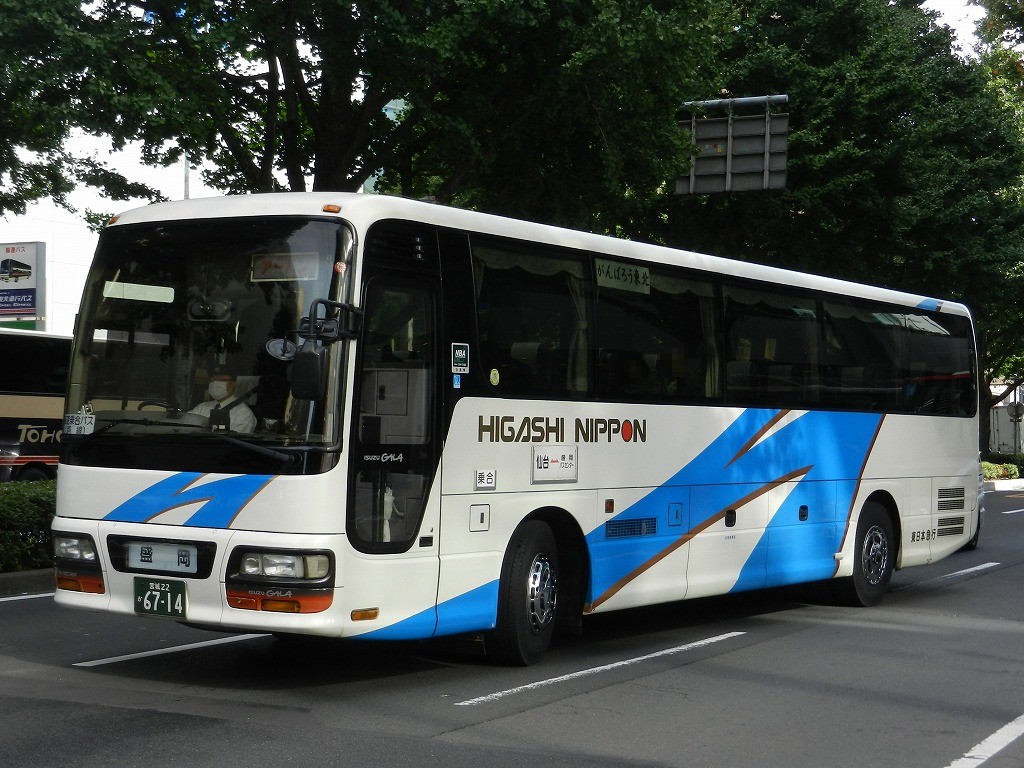
アーバン号（東日本急行）※岩手急行バスに移籍後、現在は廃車。
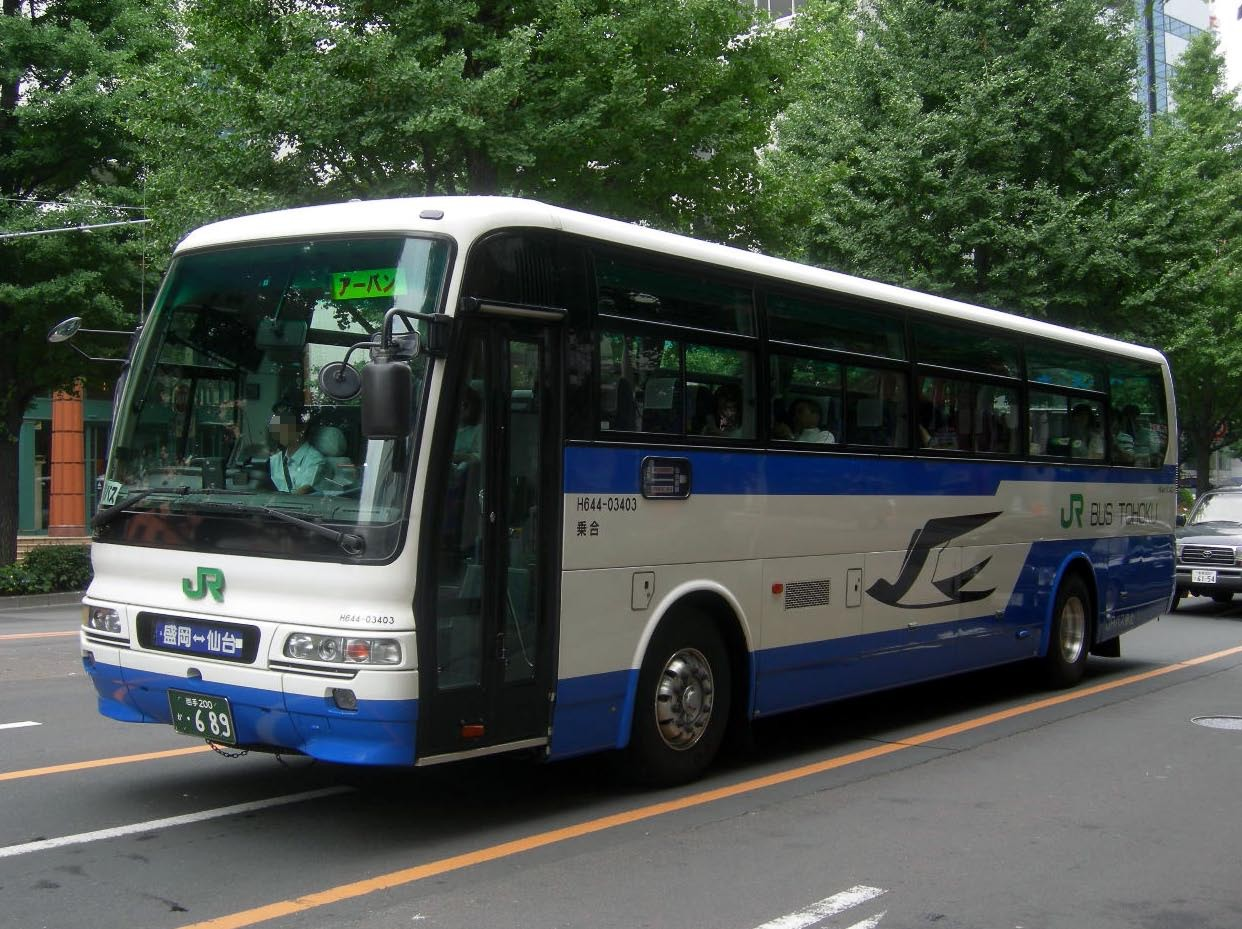
アーバン号（ジェイアールバス東北）※他支店に転属後、現在は廃車。
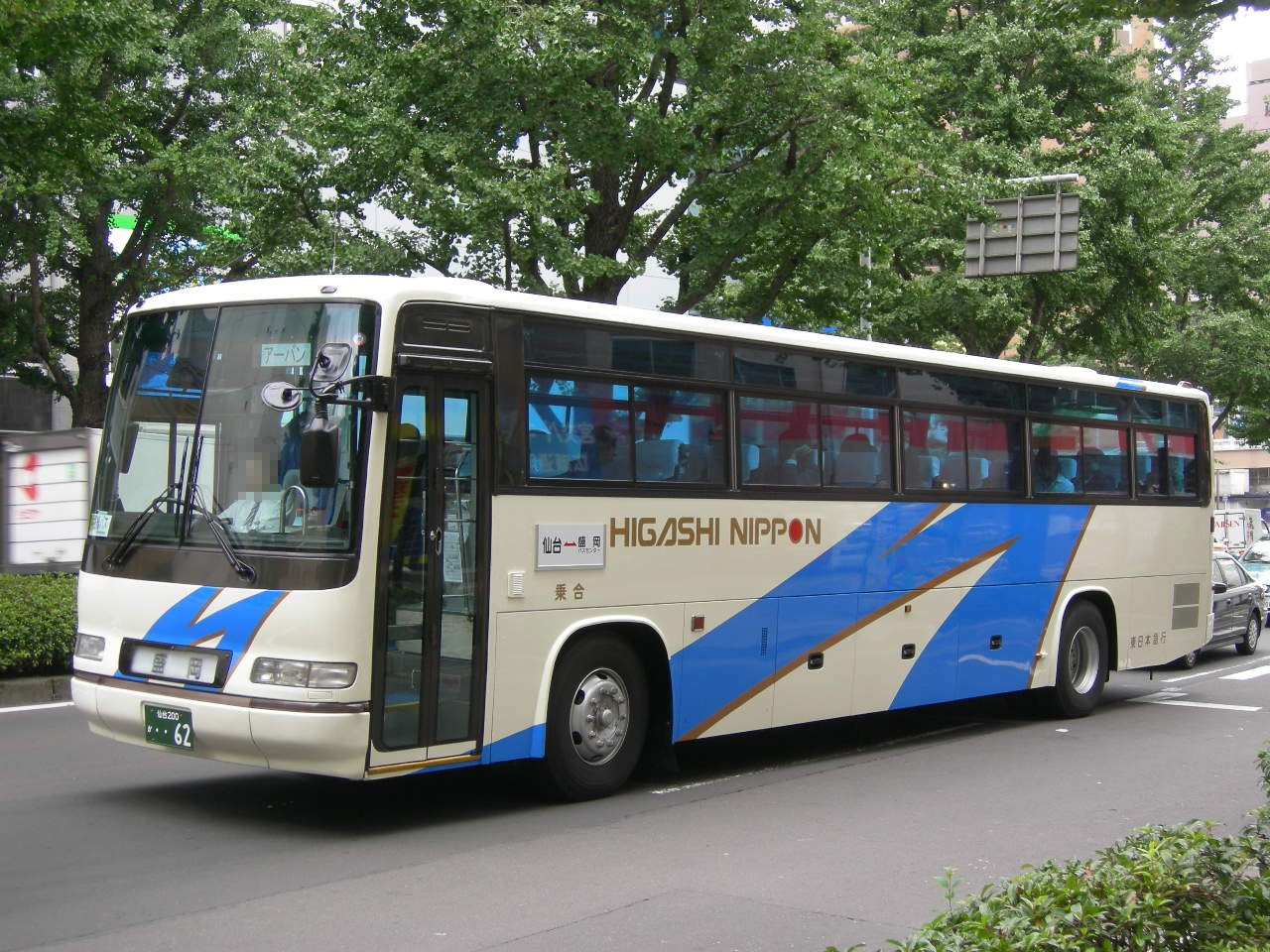
アーバン号（東日本急行）※仙台市営バスからの移籍車で、現在は廃車。
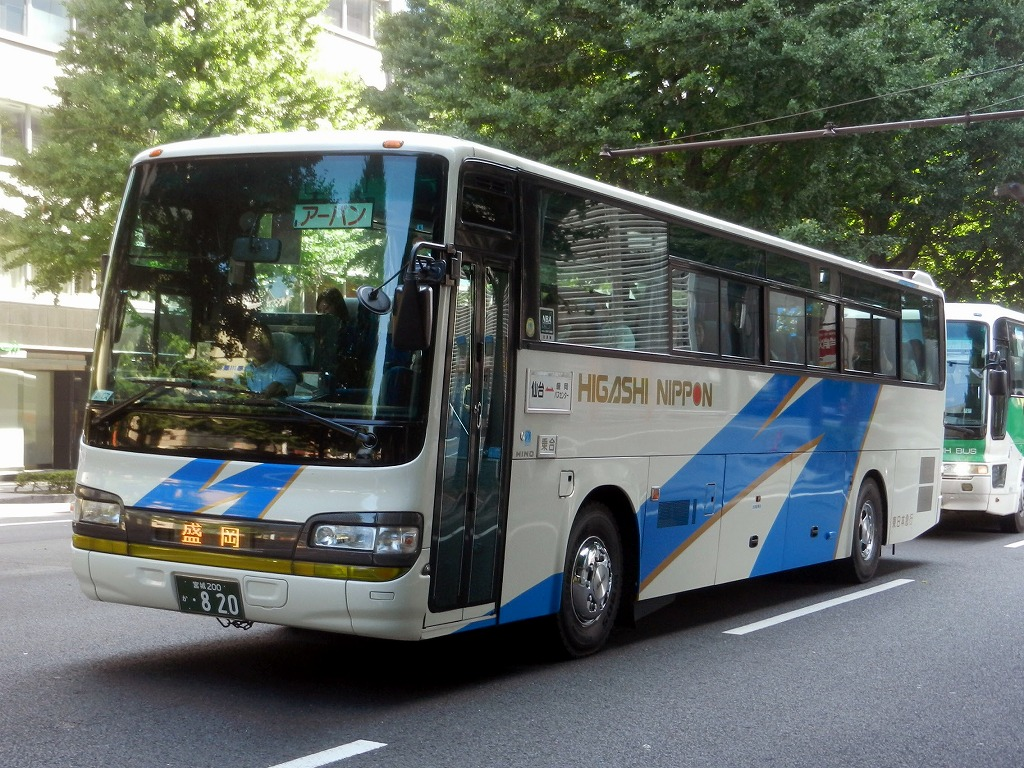
アーバン号（東日本急行）※現在は廃車。

## 利用状況
| 年度               | 運行日数 | 運行便数 | 年間輸送人員 | 1日平均人員 | 1便平均人員 |
| 2002（平成14）年度 | 365      | 12,304   | 218,258      | 598.0       | 17.7        |
| 2003（平成15）年度 | 366      | 12,719   | 237,603      | 649.2       | 18.7        |
| 2004（平成16）年度 | 365      | 12,712   | 247,394      | 677.8       | 19.5        |
| 2005（平成17）年度 | 365      | 12,701   | 244,944      | 671.1       | 19.3        |
| 2006（平成18）年度 | 365      | 12,591   | 249,328      | 683.1       | 19.8        |
| 2007（平成19）年度 | 366      | 12,738   | 257,278      | 702.9       | 20.2        |

※ 2007年度の利用状況についてはこちら (PDF) を参照。

## その他
2009年（平成21年）～2010年（平成22年）にかけて、運行開始20周年を記念し、日帰り往復割引切符が発売された。
2009年
- 6月1日～6月30日（第1弾）：60歳以上限定。期間中の月曜～木曜の日帰り利用に限り、往復3,000円で乗車可能。
- 7月21日～7月31日（第2弾）：中高生限定。期間中の月曜～金曜の日帰り利用に限り、往復3,000円で乗車可能。

2010年
- 1月20日～2月28日（第3弾）：60歳以上限定。期間中（全日）の日帰り利用に限り、往復3,000円で乗車可能。